# Forum Berufsbildung
FORUM Berufsbildung e.V. ist ein gemeinnütziger Weiterbildungsträger mit Sitz in Berlin mit jährlich etwa 1.000 Absolventen. Der Bildungsträger führt Umschulungen, Fortbildungen, Ausbildungen, Fernlehrgänge sowie berufsbegleitende Weiterbildungen durch. Sie enden mit staatlich anerkannten Abschlüssen mit Kammerprüfung (IHK, HWK, ÄK, RAK, StBK), beruflichen Aufstiegsqualifikationen (Fachwirt) oder branchenanerkannten Zertifikaten. Besondere Bildungsangebote sind der Fernlehrgang „Pflegeberater/Pflegeberaterin“ und die duale Umschulung „Kaufmann/frau im Einzelhandel für Naturkost IHK“.

## Gründung und Entwicklung
FORUM Berufsbildung wurde 1985 als eingetragener gemeinnütziger Verein von Helmut Riethmüller gegründet. Er wollte auf diese Weise sein Wissen über Naturkost und Bioprodukte weitergeben. Einem ersten Lehrgang mit zum Thema Naturkost folgten ein Jahr später weitere Lehrgänge, die Themen im Bereich Nachhaltigkeit wie „Naturschutz in der Stadt“ und „Betriebswirtschaft für selbstverwaltete Betriebe“ zum Inhalt hatten.
Heute liegt der Schwerpunkt auf kaufmännischen Berufen für dreizehn Branchen. Die „Bio-Wurzeln“ des Vereins spiegeln sich noch in Lehrgängen wie „Fortbildung Naturkostfachkraft“ oder „Fernlehrgang Naturkostfachberater/Naturkostfachberaterin“ wider.
Mit der Gründung von FORUM International Training 2007 begann das Bildungsinstitut eine internationale Ausrichtung. FORUM International Training ist heute in China, Indien, Namibia und Ägypten tätig und wird vom Bundesministerium für Bildung und Forschung gefördert.
2011 wurde eine Berufsfachschule für Altenpflege, genehmigte Ersatzschule im Aufbau, mit Sitz in Berlin gegründet. 2013 wurde die genehmigte Berufsfachschule für Sozialassistenz eröffnet.

## Zertifizierung
Die Fernlehrgänge sind von der Staatlichen Zentralstelle für Fernunterricht (ZFU) geprüft und zugelassen.